# Misiunea Crucii Roșii Americane din Regatul României (1917-1920)
Misiunea Crucii Roșii Americane din Regatul României în perioada 1917-1920 a făcut parte alături de Misiunea Sanitară Franceză și Misiunea Crucii Roșii Britanice, din misiunile sanitare aliate care au sprijinit din punct de vedere medical statul român, în perioada Primului Război Mondial.
Din timpul perioadei de neutralitate a SUA, dintre voluntarii trimiși de Crucea Roșie din SUA, în România s-a remarcat în această perioada medicul Joseph Breckinridge Bayne, care a activat în București și în alte zone ale Munteniei în perioada 1916-1918, chiar și după ce teritoriul a fost ocupat de către trupele Puterilor Centrale. Acesta și-a povestit în anul 1944 experiențele din România în cartea „Bugs and Bullets”[Gloanțe și păduchi]. Alături de Bayne, a ieșit în evidență asistenta anestezistă Pauline Jordan. A cunoscut întreaga tragedie a campaniei din 1916, astfel că scrisorile sale au descris foamea, frigul și suferința răniților din cursul evacuării spre Iași.
Au existat două misiuni oficiale. Prima, formată din 39 de persoane a acționat în perioada iulie 1917-martie 1918 sub autoritatea misiunii similare din Imperiul Rus, părăsind România în contextul plecării tuturor misiunile militare ale adversarilor Puterilor Centrale și a fost condusă de avocatul Henry Watkins Anderson din Richmond. Aceasta a susținut două spitale, unul militar la Roman și altul civil (alături de un dispensar) la Iași, contribuind de asemenea și la ajutorarea populației cu alimente, îmbrăcăminte și încălțăminte. A doua, formată din 55-61 de persoane, a funcționat în perioada 1919-septembrie 1920 sub umbrela unei misiuni coordonatoare similare pentru toată Peninsula Balcanică și a fost condusă de  Dr. Harry Gideon Wells. Aceasta a susținut spitale mobile, unul situat la Voinești (Ialomița), care a deservit populația și altul de campanie în timpul Războiului româno-ungar din 1919. De asemenea, a doua misiune a beneficiat de mijloace semnificativ mai consistente în ce privește ajutorarea directă a populației afectate de război. Plecarea americanilor s-a produs în contextul divergențelor diplomatice dintre Regatul României și SUA, asociate politicii de rechiziții duse de România în Ungaria.

## Preambulul

### Primele ajutoare
În decembrie 1916, Casa de Cliring pentru Ajutoarele Americane a trimis trimis medicamente și materiale sanitare în valoare de 19.000 franci, preluate la Arhangelsk de un curier trimis de Regina Maria. Costul transportului a fost suportat de  către guvernul Franței. O misiune oficială însă,  ajuns în Regatul României de abia în 1917.

### Voluntarii
În timpul perioadei de neutralitate a SUA, Crucea Roșie a SUA a trimis voluntari pentru ajutorarea ambelor tabere beligerante, respectiv inițial în Franța, Serbia, Rusia, Germania și Austro-Ungaria, ulterior în Italia și Bulgaria și în toamna anului 1916 în România. Astfel, venirea propriuzisă a unei misiuni a fost precedată de sosirea în anul 1916, a medicului Joseph Breckinridge Bayne și a asistentei Pauline Jordan, voluntari americani.

#### Joseph Breckinridge Bayne

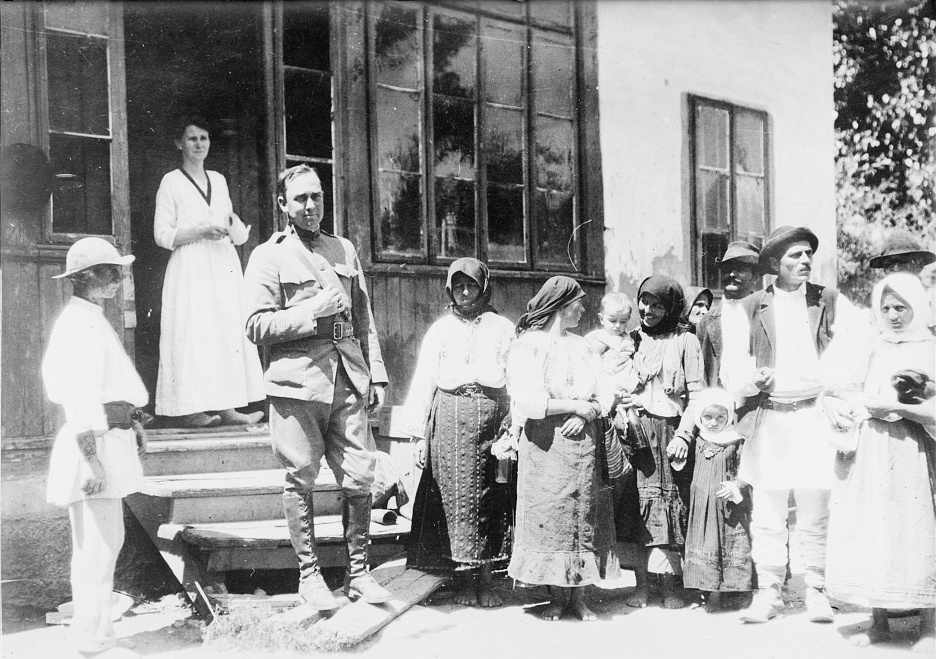
Dr. Joseph Breckinridge Bayne în Bucureşti, împreună cu pacienţi de-ai săi.

Recrutat în Anglia, Dr. Bayne a fost încadrat Misiunea Crucii Roșii Britanice din București. A activat în București și în alte zone ale Munteniei în perioada 1916-1918, chiar și după ce teritoriul a fost ocupat de către trupele Puterilor Centrale. Rămas după retragerea trupelor române la Spitalul Militar „Regina Elisabeta”, acesta a făcut eforturi deosebite pentru a-l menține în funcțiune până în anul 1917. Devotat față de răniți, indiferent de tabăra căreia i-au aparținut, Bayne a primit acceptul germanilor de a profesa în continuare.

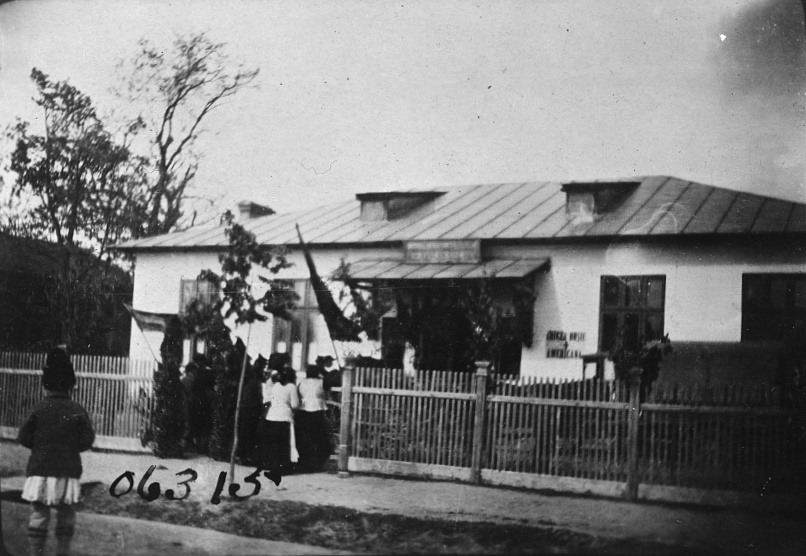
Dispensarul din Bilciureşti la care a lucrat Dr. Bayne, în calitate de prizonier de război.

După intrarea SUA în război, a devenit prizonierul trupelor germane și a activat ca medic rural la un dispensar din Bilciurești (Dâmbovița) S-a îmbolnăvit de holeră, dar a supraviețuit. În anul 1918, autoritățile de ocupație i-au permis să plece și acesta a ajuns pe ruta Austro-Ungaria – Elveția – Franța, în Anglia.
Plecat ulterior în America, a revenit în 1919cu gradul de maior în România cu Misiunea Crucii Roșii Americane și cu ajutorul acesteia a ridicat un spital mobil la Voinești (Ialomița), care deservea 42 de sate. Inclus celei de-a doua Misiuni americane, Bayne, în calitate de coordonator al unui spital mobil, a ajuns alături de trupele române până la Budapesta.
Breckinridge Bayne a lăsat un jurnal de circa 400 de pagini în care și-a povestit experiențele din România, publicat cu titlul „Bugs and Bullets” [Gloanțe și păduchi], pentru prima dată în 1944 la New York. Materialul respectiv a servit drept bază pentru o nouă carte scrisă de diplomatul Ernest H. Latham Jr. și publicată ca ediție bilingvă (engleză–română), sub titlul „Un destin ciudat. J. Breckinridge Bayne. Un doctor american pe frontul românesc. 1916-1919.”, în anul 2017
Dr. Bayne a publicat descrieri extensive ale procesului de îngrijire al victimelor de război din România, fie ele ale românilor și rușilor sau ale germanilor și austriecilor. A descris întârzierile în transportul acestora, infestarea cu viermi a rănilor și drenajul fecal al plăgilor abdominale. A scos în evidență proporția redusă a rănilor produse de baionete și a descris epidemia de tifos exantematic, precum și problemele provocate de holeră. De asemenea, a descris adițional complicații psihiatrice ale traumelor, în rândul soldaților români și a publicat fotografii ale unor răni de război produse soldaților și civililor români, precum și fotografii care au documentat proceduri ortopedice sau neurochirurgicale. Unor descrieri extensive le-a fost rezervată suferința civililor în timpul războiului.
A fost decorat de către Regele Ferdinand cu „Steaua României” cu spade, precum și cu Crucea Regine Maria clasa I. 

#### Pauline Jordan
O voluntară americană atașată Misiunii Sanitare Franceze a fost asistenta medicală anestezistă Pauline Jordan. Absolventă a cursurilor de la New York Hospital⁠(d), aceasta a servit în 1914 în cadrul Ambulanței Americane⁠(d) în Franța, la Neuilly. Ajunsă în septembrie 1916 în România, aceasta a activat în București și în alte zone ale Munteniei. A cunoscut întreaga tragedie a campaniei din 1916, scrisorile ei descriind foamea, frigul și suferința răniților din cursul evacuării spre Iași. A scris de asemenea despre marea epidemie de tifos exantematic ce a lovit România.
Deși era cetățeană a unei țări pe atunci neutre, a fost încarcerată și înfometată de germani. După ce în luna aprilie 1917 a făcut cunoscute șefei Diviziei de Asistente Medicale a Crucii Roșii Americane, Jane Delano, realitățile dure din România, în luna august a aceluiași ani a reușit să ajungă în Franța, de unde a fost trimisă în Italia în decembrie 1917. A fost decorată atât pe Frontul de Vest cât și pe Frontul de Est, cu Médaille d'honneur des épidémies⁠(d) și respectiv Crucea Regine Maria clasa a II-a.

## Prima Misiune oficială
După ce America a intrat în război la 6 aprilie 1917, misiunile Crucii Roșii din Germania și Austro-Ungaria au fost retrase și eforturile au fost reorientate spre aliați, astfel că la sfârșitul lunii iulie 1917, avocatul Henry Watkins Anderson, care conducea filiala Crucii Roșii din Richmond și era membru al organizației din Virginia a Partidului Republican, a preluat conducerea unei viitoare misiuni oficiale pentru România. Membri acesteia, ca și cei ai altor misiuni similare urmau să aibă grade militare, precum și dreptul de a purta uniforme ale Corpului Medical Militar.
Prin campaniile inițiate de către Crucea Roșie din SUA, statul român a beneficiat în acea epocă de ajutoare evaluate la 3 milioane de dolari.

### Structura
Misiunea, formată din 39 de persoane, s-a deplasat pe ruta Canada – Japonia – China - Rusia în perioada iulie-septembrie 1917 pe ruta Chicago – Vancouver – Yokohama – Vladivostok – Harbin – Moscova – Iași și a acționat pe teritoriul Moldovei în perioada septembrie 1917- Martie 1918, fiind condusă așadar de către Henry W. Anderson, care avea gradul de locotenent-colonel asimilat. În structura sa se aflau:
- Comisia propriu-zisă (cu excepția secretarului, toți membrii săi având gradul de maior):[3]

- inginerul chimist din Richmond (și frate al logodnicei lui Anderson) Arthur Graham Glasgow, prim-comisar adjunct (anterior cu activitate la Londra):
- medicii Robert C. Bryan (din Richmond) Francisc W. Peabody (cu stagiu anterior în China, trimis de Fundația Rockefeller⁠(d)), Harry Gideon Wells și Roger Griswold Perkins, precum și avocatul și sociologul Bernard Flexner (care avea amândoi frații în cadrul Institutului Rockefeller⁠(d) și a devenit mai târziu co-fondator al Consiliului pentru Relații Externe). Toți aceștia erau comisarii adjuncți.
- C. T. Williams, secretar și trezorier al Comisiei, cu gradul de căpitan.

- Funcționari și personal auxiliar: maiorul Tom Doyle, căpitanul George W. Backman, locotenenții Frank Connes, Clyde Talley Earnest, James A. Mills (ziarist) și Harper D. Topping (detașat de la Institutul Rockefeller), sergentul Wilfrid D. Day, contele polonez Vladimir Ledochowski (cetățean al fostului Imperiu Rus, căsătorit cu o americancă) și dl. Mayer. Alături de aceștia a sosit în noiembrie 1917 la Iași via Odesa, artistul George Twose.[11]
- Unitatea medicală, constituită la început de 12 medici și 12 asistente medicale și aflată sub conducerea maiorului William D. Kirpatrick[11] și a asistentei medicale Florence M. Patterson (aceasta a fost prima femeie din SUA decorată după război, cu Medalia Florence Nightingale⁠(d)):[11]

- medici, cu grade de la sublocotenent la maior asimilat, au fost: Richard Penn Smith, Daniel J. McCarthy, George Y. Massenburg, Ray H. Rulison, Burke C. Hamilton, Benjamin Earl Le Master, Emerson F. Hird, William T. Lowe, Joseph P. Gruener, George Duro Guca, William G. Kucera, Morris Davidson și Gerhard B. Schribman (ultimul era originar din România și a devenit ulterior voluntar în Palestina aflată sub mandat britanic).
- asistente medicale: Rachel C. Torrance (cu activitatea anterioară în Rusia și Serbia), Katherine Olmstead, Alma Forester, Alice Gilbourne, Beatrice M. Gosling, Mary A. Brownell, Jennie B. Donald, Mary McIntyre, Adeline H. Rowland, Linda K. Meirs și Anna T. Pederson (ultima, deși inclusă în iulie 1917 în lotul anunțat public, a ajuns până la urmă pe Frontul de Vest).

- Ofițer român de legătură: Constantin Laptew (devenit ulterior diplomat).[11]

Exceptându-l pe Anderson, colectivul a fost format din 16 medici, din care un dentist, 11 asistente, un specialist în medicină preventivă, un inginer, un sociolog și 8 membri cu funcții administrative. Pe plan ierarhic, Misiunea din România urma să depindă de instituția similară americană din Rusia.

### Activitatea
Obiectivele inițiale ale misiunii au fost înființarea unui spital militar, dotat cu echipamente și materiale sanitare aduse de la Vladivostok în două vagoane, odată cu membrii misiunii, precum și elaborarea unui raport referitor la nevoie României, care să aibă la bază un chestionar înaintat guvernului și autorităților locale.

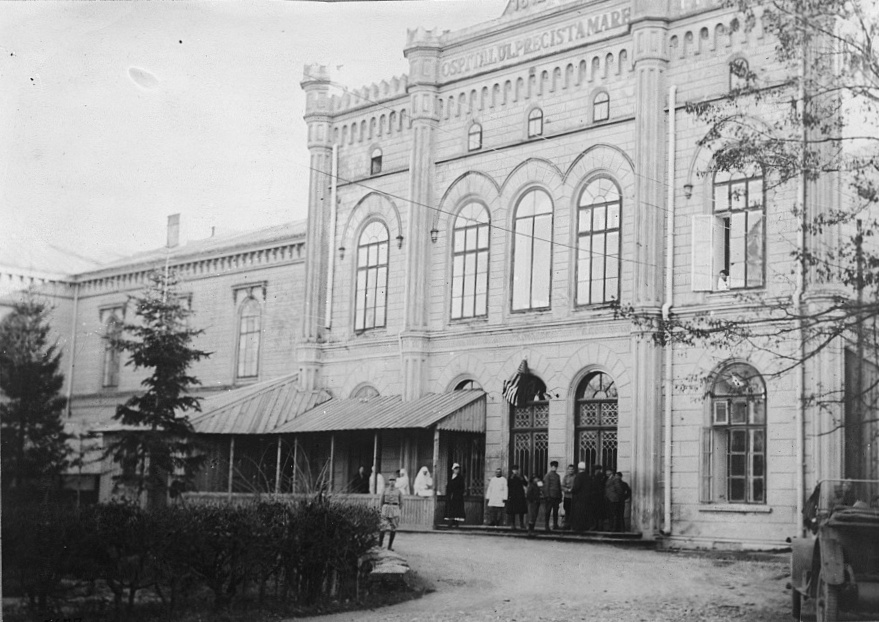
Spitalul Precista Mare din Roman, la parterul căruia se aflau membrii Misiunii Crucii Roşii Americane.

Primul obiectiv a fost atins prin preluarea de la Misiunea Crucii Roșii Britanice a Spitalului Militar „Prințul Mircea” de 500 de paturi, evacuat de la București la Roman, unde a funcționat la parterul Spitalului „Precista Mare”. Medic șef a fost numit maiorul Kirpatrick. Acesta a început să funcționeze inclusiv pentru civili: femei, copii și bătrâni. În structura spitalului au intrat două săli de operații, un laborator de analize și unul de radiologie, facilități pentru medicină dentară și oftalmologie. Au existat de asemenea o infirmierie instalată în barăci, cu o capacitate de 100 de paturi, un post de dezinfecție, o spălătorie, un atelier mecanic și un atelier de dulgherie. Gradul de ocupare al spitalului a variat în perioada în care americanii s-au ocupat de el de la 380 la 500 de pacienți internați, fiind îngrijiți aici în cea mai mare parte, militari răniți în cursul luptelor. Paturile rămase libere, au folosit și la îngrijirea civililor, inclusiv femei și copii.

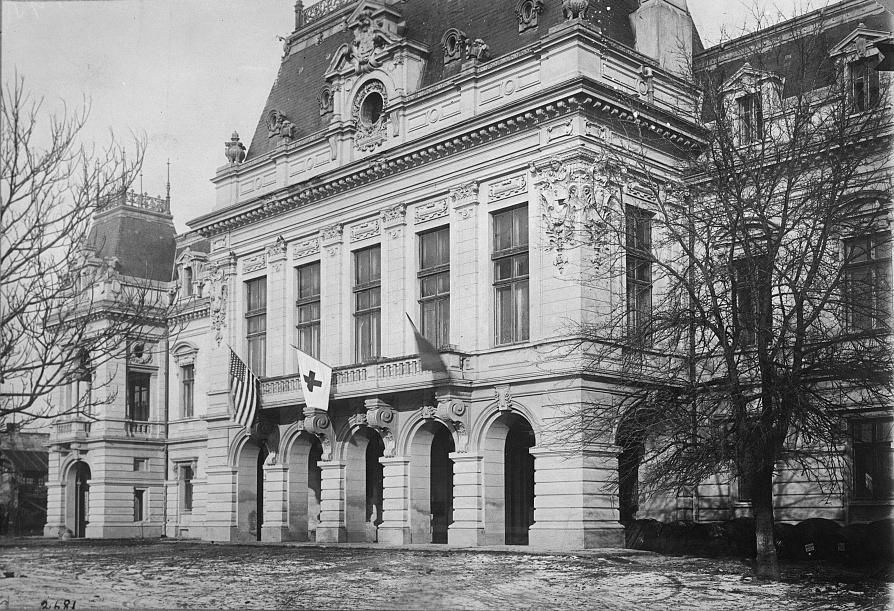
Palatul Roznovanu, sediu al Spitalului American din Iași în timpul Marelui Război

În paralel, americanii au instalat în Palatul Roznovanu din Iași, un spital civil cu 150-250 de paturi, în aceeași clădire instalându-se și sediul misiunii. A fost de asemenea deschis și echipat un dispensar, situat lângă Teatrul Național din Iași.
Raportul pe care trebuia să-l întocmească comisia a fost finalizat de către comisarii adjuncți Roger Griswold Perkins și Harry Gideon Wells, un alt raport special fiind realizat de către comisarul adjunct Robert C. Bryan.
Activitatea americanilor a beneficiat de susținerea Reginei Maria, astfel că echipe mixte formate din medici și asistente (cu includerea unor comisari) au mers în toate reședințele de județe din Moldova. În localitățile respective, respectivele echipe au stabilit împreună cu autoritățile locale formarea unor comitete din persoane de încredere, pentru a fi distribuite în mod echitabil ajutoarele americane. Rapid, personalul Misiunii a înființat de asemenea puncte de triaj medical și despăduchere, dispensare, cantine și depozite, care au adus un aport la îmbunătățirea condițiilor de trai ale populației. Americanii s-au ocupat de asemenea, de 
Aprovizionarea cu resurse s-a făcut de către Crucea Roșie Americană⁠(en)[traduceți] pe calea mării, spre Rusia și de la limitele marine ale acesteia pe calea terestră. În partea, au existat contribuții și din partea Rusiei, precum și din partea Crucii Roșii Britanice. Faptul că susținerea misiunii cu echipamente medicale și materiale sanitare, precum și cu alimente, încălțăminte și îmbrăcăminte a depins de ruta terestră rusă, a constituit însă un punct nevralgic. Un prim tren cu ajutoare a sosit totuși în noiembrie 1917, ca urmare a diligențelor depuse de secretarul C. T. Williams, delegat la Arhangelsk, de unde a trimis și încărcătura de heringi congelați a unei nave norvegiene. Câteva vagoane cu alimente, îmbrăcăminte și încălțăminte au fost de asemenea trimise de la Odesa de un alt delegat, Clyde T. Earnest.  Odată cu acest transport, a sosit de la Odesa și viceconsulul american, John Embry.
Ultimul tren cu ajutoare a sosit la Iași în ajunul Crăciunului, înainte de ruperea relațior diplomatice cu România de către guvernul bolșevic (produsă la 13/26 ianuarie 1918). Acest tren a fost de altfel subiect de scandal diplomatic
Astfel, în contextul propunerii susținute de atașatul militar american, colonelul Yates, dar și de șeful Misiunii Crucii Roșii Americane, locotenent colonelul Anderson, de retragere a guvernului, armatei și familiei regale române în sudul Rusiei, spre Don, unde atamanul Alexei Maximovici Kaledin⁠(en)[traduceți] ar fi urmat să continuea lupta împotriva Puterilor Centrale și a bolșevicilor, Anderson a tratat la Iași cu colonelul Andrei Kalpașnikov (atașatul guvernului rus pe lângă Misiunea Crucii Roșii Americane din Rusia), care avea controlul ambulanțelor americane, pentru a-l include pe acesta în Misiunea Crucii Roșii Americane din România. De asemenea, Kalpașnikov a fost delegat să transfere de la Petrograd ambulanțele. Transferul, care inițial ar fi trebuit să ajungă la Iași, urma să fie redirijat la sugestia lui Anderson spre Rostov. Cu toate acestea, Armistițiul de la Focșani din 26 noiembrie/9 decembrie 1917 a făcut manevra inoperantă, asfel că Anderson a decis într-un final ca ambulanțele să ajungă în cele din urmă, tot la Iași. Ca efect însă, în decembrie 1917 s-a declanșat o criză, deoarece bolșevicii au interceptat telegramele lui Anderson adresate ambasadorului David Rowland Francis⁠(en)[traduceți], pe fondul unor divergențe de interese ale Ambasadei și Misiunea Crucii Roșii Americane din Rusia.
Rușii au simulat demascarea sprijinului american acordat trupelor albe ale cazacului Kaledin, ignorând în mod deliberat ultima decizie a lui Anderson (din 3 telegrame adresate de acesta Ambasadei, le-au publicat numai pe primele două). La rândul său Raymond Robins⁠(en)[traduceți] (aflat la conducerea Misiunii Crucii Roșii Americane din Rusia) a intervenit la Lenin și Troțki, dezicându-se de „complotiștii” Kalpașnikov și Anderson. În cele din urmă Kalpașnikov a fost arestat în plină noapte, după ce reușise să obțină autorizația de a trimite spre Iași trenul în care fuseseră urcate de către acesta ambulanțele, materialele sanitare și alimentele solicitate de Anderson, iar vagoanele-platformă cu ambulanțe au fost desprinse de garnitură. Numai furniturile „civile” au primit autorizația definitivă de tranzit și au ajuns la Iași sub paza trupelor bolșevice.
Kalpașnikov, acuzat de trădare în favoarea contrarevoluționarilor, a devenint pasibil de execuție. A fost eliberat mai târziu și a reușit să scape în cele din urmă, din Rusia.
Dată  fiind subordonarea ierarhică față de Misiunea din Rusia, maiorul medic Orrin S. Wightman a fost trimis în inspecție. Acesta a ajuns și pe linia frontului, la Mărășești și în ianuarie 1918 a revenit în SUA, cu un set de fotografii din zonă. De asemenea, Harry Gideon Wells și Roger Griswold Perkins au publicat în 1918 în America în Journal of the American Medical Association⁠(en)[traduceți] un articol extensiv îmbogățit cu fotografii, despre criza medicală civilă și militară din România. Informații despre malnutriția severă și lupta contra febrei tifoide, holerei și epidemiei de tifos exantematic, precum și fotografii ale spitalelor militare, unităților de dezinfecție, ale evacuărilor de răniți și ale practicilor de asistența medicală, precum și ale unor copii cu beri-beri⁠(en)[traduceți] și pelagră, au constituit corpul articolului.

### Retragerea personalului
După instalarea spitalului militar și elaborarea raportului de țară, membrii Misiunii au început să se retragă, eșalonat. Un prim grup care a inclus patru dintre comisarii adjuncți, precum și o parte a personalului auxiliar și a funcționarilor, a plecat la jumătatea lunii octombrie 1917 din Iași și a ajuns în SUA la începutul lunii decembrie.
Ducând instrucțiunile verbale și scrise ale lui Anderson, despre reorientarea ambulanțelor americane spre Iași în loc de Rostov, maiorul medic Roger Griswold Perkins a plecat spre Moscova la 10 decembrie și a ajuns acolo la 16 decembrie, pentru a negocia două zile cu Raymond Robins și a se certa violent cu acesta, care îl critica pe Anderson. A plecat din Moscova la 18 decembrie, avertizându-l în prealabil pe Andrei Kalpașnikov că urmează să fie arestat. A reușit să-l salveze totuși pe contele polonez Vladimir Ledochowski  (inclus personalului Misiunii din România), arestat de regimul lui Alexandr Kerenski pentru că acesta evitase să fie mobilizat în Armata Rusă. După ce amândoi au ajuns pe pământ american, Ledochowski s-a întors pentru a contribui la organizarea armatei Poloniei renăscute.
Delegatul Clyde T. Earnest, împreună cu viceconsulul de la Odesa, John Embry, au plecat în calitate de curieri diplomatici pe ruta nordică, prin Finlanda, Suedia și Norvegia, pentru a ajunge în America la începutul anului 1918.

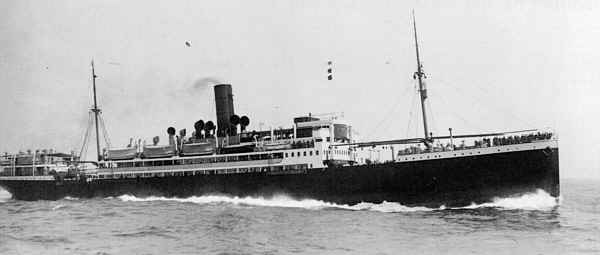
SS Huntsend a îmbarcat de la Murmansk pe membri misiunii, rămaşi până în martie 1918 în România

Un număr de 28 de membri ai Misiunii Crucii Roșii Americane au rămas totuși la insistențele lui Anderson în Regatul României, pentru a ajuta, până ce misiunile militare ale adversarilor Puterilor Centrale au trebuit să plece din Iași. Deși inițial Anderson obținuse un permis de liberă trecere prin Austro-Ungaria, spre Elveția, la 9 martie 1918 americanii (alături de care se afla și James A. Mills) s-au suit într-unul din trenurile Misiunii Militare Franceze și au traversat Rusia spre Murmansk. După un drum de patru săptămâni și după încă 3 săptămâni de așteptare în port, membri rămași ai Misunii s-au îmbarcat pe vasul britanic, HMT Huntsend⁠(en)[traduceți], debarcând, la Newcastle-upon-Tyne. O parte din cei care serviseră în România au fost trimiși în Franța, restul ajungând din Marea Britanie pe pământ american, în luna mai 1918.
Personalul american de la Roman și Iași a primit Crucea Regine Maria.

## Cea de-a doua Misiune

### Misiunea coordonatoare din Peninsula Balcanică
Ajuns în SUA, Anderson a publicat o carte despre Revoluția Rusă și început să militeze atât pentru susținerea efortului de război american, cât și pentru refacerea economiilor țărilor distruse de război și pentru ajutorarea populației sever afectate a acestora. Opinia promovată de el a susținut ideea luării în seamă a realităților locale, fără a se impune metode specifice Lumii Noi, fiind necesar conform concepției sale ca țările să fie stabilizate, astfel încât să nu cadă pradă propagandei bolșevice.
După semnarea armistițiului din 1918, Anderson a devenit comandantul Misiunii Crucii Roșii Americane pentru întreaga regiune balcanică, urmând să supervizeze misiunile locale. Ca asistent l-a luat pe ziaristul James A. Mills. În total, Anderson a condus activitatea unei misiuni de circa 400 de persoane, sediul acesteia oscilând între Roma, Belgrad, Atena și București, în timp ce depozitele principale au fost stabilite să fie Belgrad, Salonic și Constantinopol. 

### Misiunea locală din România

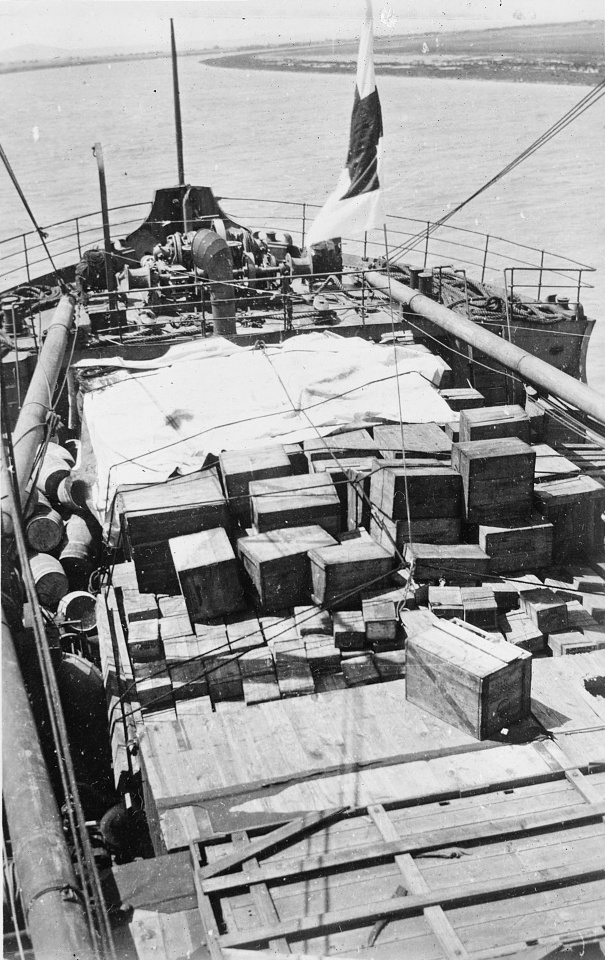
Cargoul cu aburi „Lake Elizabeth”, încărcat cu ajutoare, îndreptându-se spre Galaţi.

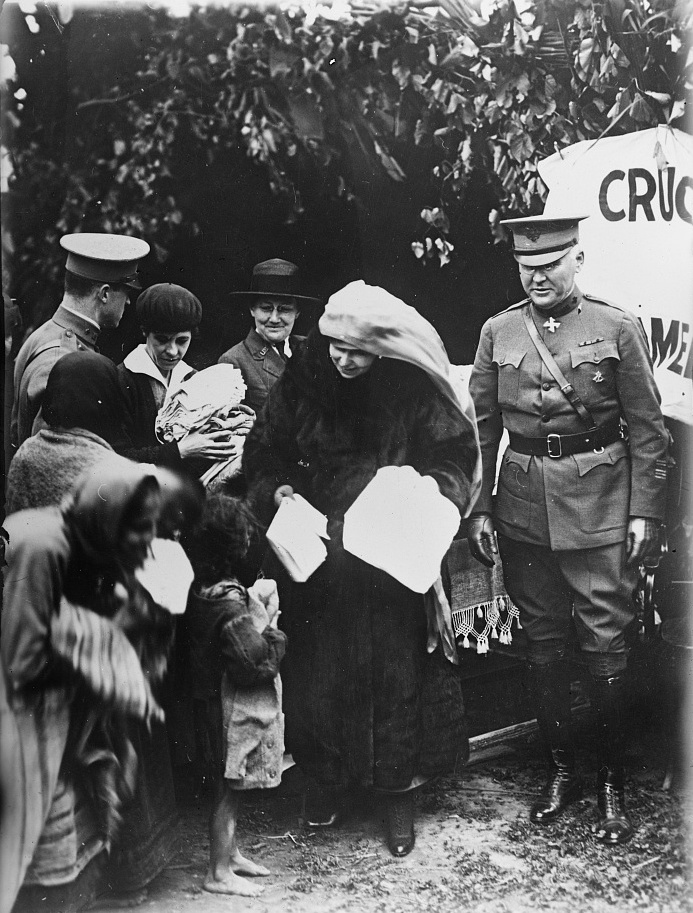
În prim plan colonelul Henry W. Anderson împreună cu Regina Maria (1919).

O a doua misiune locală, care urma să administreze alocația de 2.700.000 dolari aprobată de Consiliul de Război al Crucii Roșii Americane, a acționat pe întreg teritoriul românesc în anul 1919, sub conducerea Dr. Harry Gideon Wells, sprijinit de o echipă de 54-60 de bărbați și femei. În același timp George Twose, ajutat de către adjuncta sa, asistenta medicală Florence M. Patterson (implicată în ce privește asistența acordată copiilor), a preluat conducerea departamentului Misiunii Crucii Roșii Americane în Balcani, care urma să se ocupe de ajutorarea civililor din România.
Îmbarcat pe un vas încărcat cu ajutoare consistente, Harry Gideon Wells a ajuns la Galați. În calitate de comandant al Misiunii din Peninsula Balcanică, Anderson la rândul lui a ajuns din nou pe teritoriul României cu echipamente spitalicești, medicamente, alimente și îmbrăcăminte. De o corectitudine ireproșabilă, americanii s-au dovedit a fi devotați, în acordarea asistenței necesare.
În timpul Războiului româno-ungar din 1919, Crucea Roșie Americană a trimis din București trei trenuri a câte 10-15 vagoane, spre zona de operații. La conducerea a două dintre acestea s-au aflat medicii Joseph Breckenridge Bayne și respectiv Emerson F. Hird. Bayne a condus ulterior în luna august a aceluiași an un spital mobil de 400 de paturi, redirecționat din Franța și deservit de 18 automobile, care a contribuit cu servicii medicale în timpul luptelor de pe Tisa.

Imagini din perioada 1919-1920
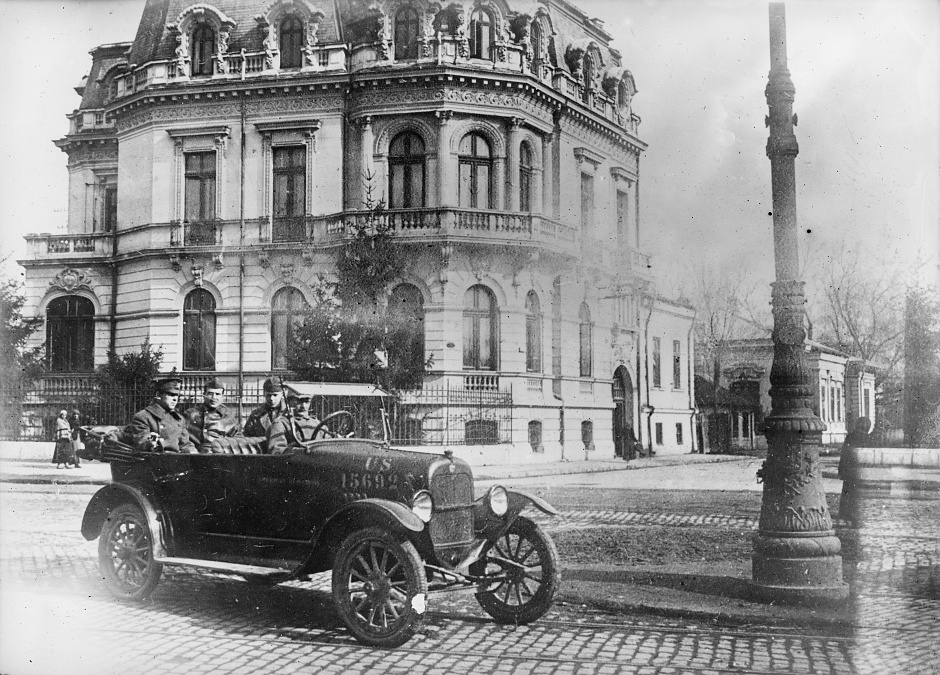
Clădirea sediului misiunii din Bucureşti. În faţa ei într-o maşină, membrii ai misiunii
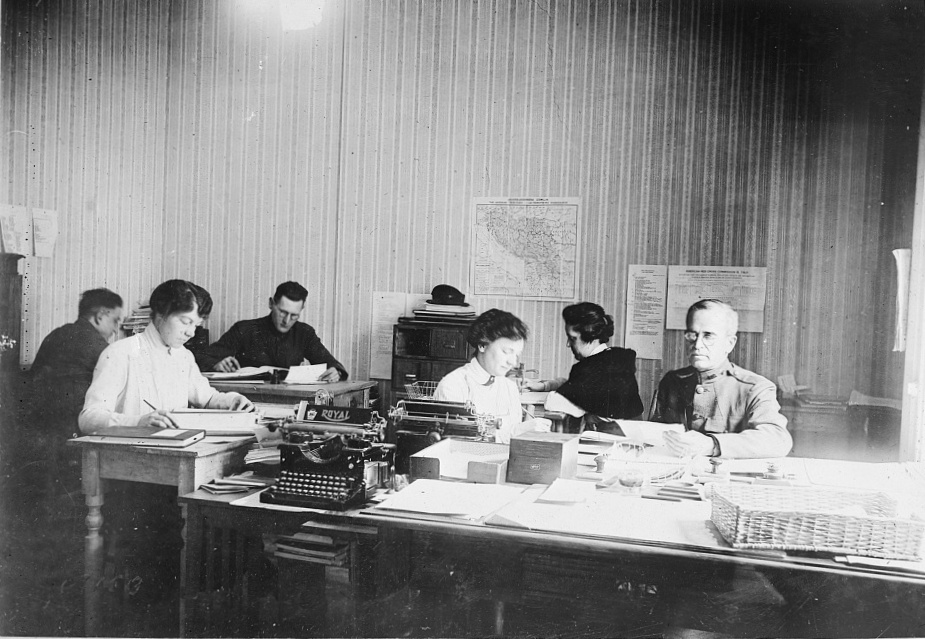
Birou din clădirea sediului misiunii din Bucureşti (1920)
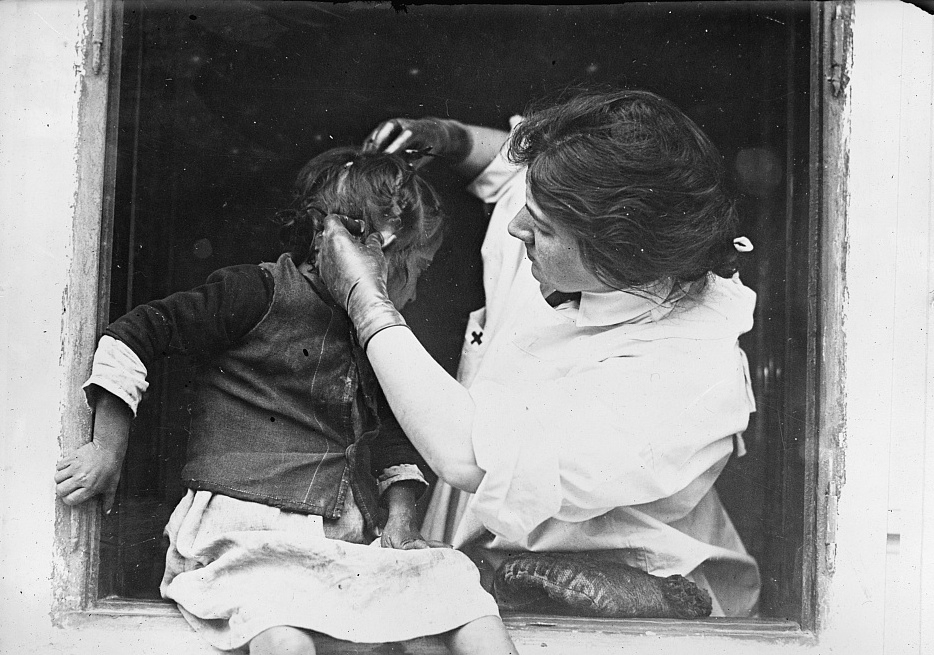
Miss Ober, asistentă din Chicago, la un dispensar pentru copii din Bucureşti în timpul unei acţiuni de deparazitare
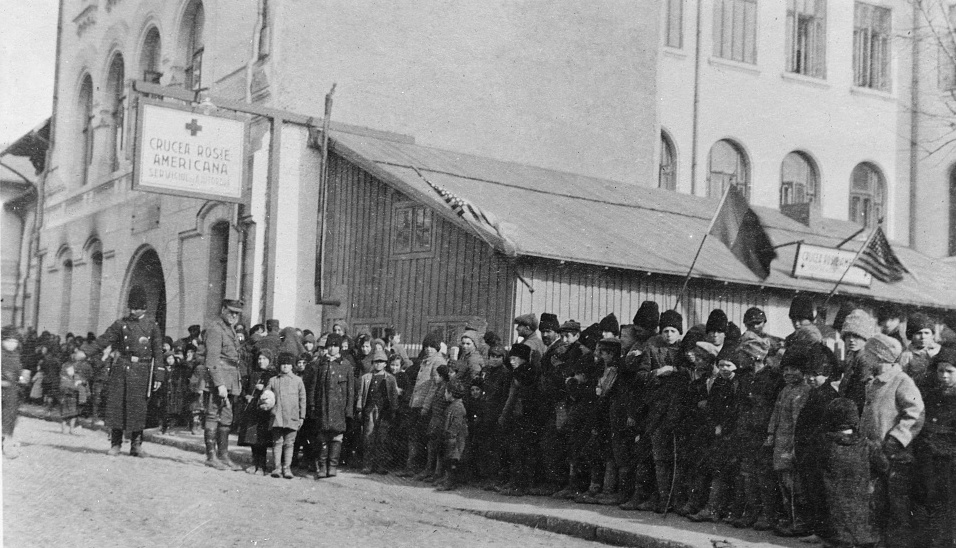
„O masă pentru o baie”: cantină din Iaşi unde se livrau săracilor mese calde şi îmbrăcăminte. Condiţia era ca aceştia să facă cel puţin o baie săptămânal, acolo (1919).
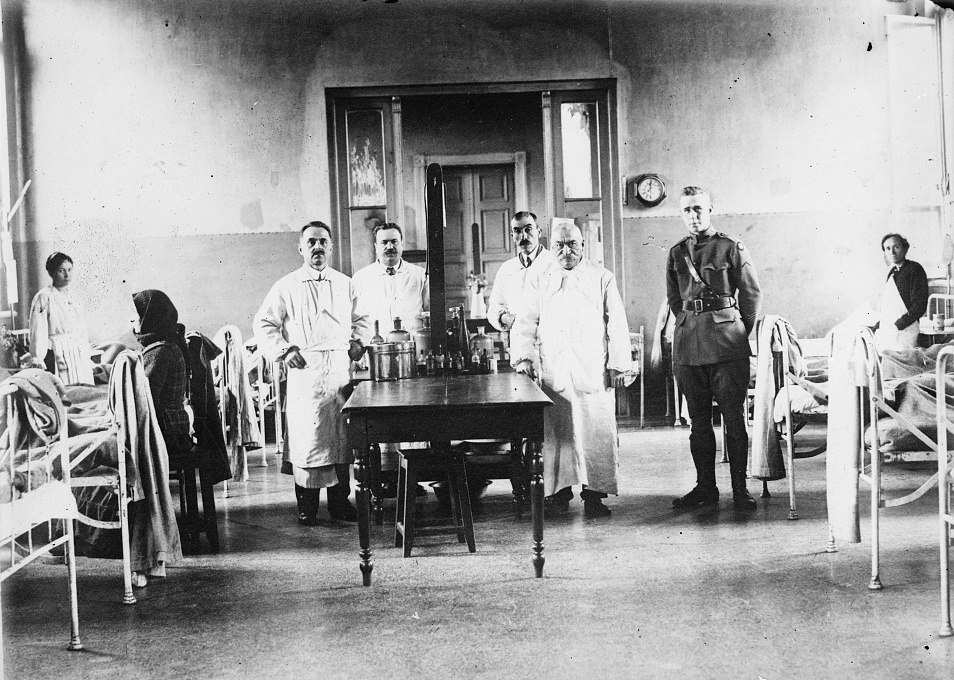
Lt. Raymond Baxter în inspecţie într-un spital din Buzău (1919).

În luna iunie 1919, a fost organizată de către Anderson la București, o conferință cu reprezentanții Misiunilor de Cruce Roșie americane din Balcani. Manifestarea a prilejuit comentarii acide din partea comisarul Misiunii din Muntenegru, profesorul Rushton Fairclough, confruntat cu dorința de epatare a unora din elita românească, printre care se aflau și îmbogățiții de război.

### Retragerea misiunii americane
Ca urmare a deteriorării relațiilor diplomatice dintre România și SUA, în contextul politicii de rechiziții duse de România în Ungaria, America a exercitat presiuni economice asupra României, care au inclus oprirea asistenței de orice fel până la retragerea trupelor române din Ungaria, de către Administrația Ajutoarelor Americane. În acest cadru, colonelul Anderson a fost acuzat de către conducătorul Misiunii Crucii Roșii Americane din Ungaria, maiorul Samuel Alexander Moffat, de un sprijin excesiv acordat României în detrimentul altor state balcanice.
În luna septembrie 1920, tot personalul Crucii Roșii Americane a fost retras din România, mai puțin cel al Junior Red Cross, care și-a continuat activitatrea până în 1922.